# 24h Le Mans 1938
24h Le Mans 1938 – 15. edycja długodystansowego wyścigu 24h Le Mans. Wyścig odbył się w dniach 17–18 czerwca 1938, udział w nim wzięło 84 kierowców z 6 państw.

## Informacje
| Statystyki                  | Statystyki              |
| --------------------------- | ----------------------- |
| Długość okrążenia           | 13,492 km               |
| Dystans wyścigu             | 3 180,940 km            |
| Średnia prędkość            | 132,539 km/h            |
| Przewaga lidera             | 27,067 km               |
| Najszybsze okrążenie        | Raymond Sommer (5:13.8) |
| Kierowcy według narodowości |                         |
| Francja                     | 61                      |
| Wielka Brytania             | 14                      |
| III Rzesza                  | 4                       |
| Włochy                      | 3                       |
| Monako                      | 1                       |
| Szwajcaria                  | 1                       |
| Łącznie                     | 84                      |

## Wyniki wyścigu
| Poz.  | Klasa | Nr | Zespół                                 | Kierowcy                                      | Samochód                                     | Silnik                   | Okrążenia |
| ----- | ----- | -- | -------------------------------------- | --------------------------------------------- | -------------------------------------------- | ------------------------ | --------- |
| 1     | 5.0   | 15 | Eugène Chaboud Jean Trémoulet          | Eugène Chaboud Jean Trémoulet                 | Delahaye 135CS                               | Delahaye 3.6L I6         | 235       |
| 2     | 5.0   | 14 | Gaston Serraud                         | Gaston Serraud Yves Giraud-Cabantous          | Delahaye 135CS                               | Delahaye 3.6L I6         | 233       |
| 3     | 5.0   | 5  | Jean Prenant                           | Jean Prenant André Morel                      | Talbot T150SS Coupé                          | Talbot 4.0L I6           | 219       |
| 4     | 5.0   | 10 | Louis Villeneuve                       | Louis Villeneuve René Biolay                  | Delahaye 135CS                               | Delahaye 3.6L I6         | 218       |
| 5     | 2.0   | 24 | Emile Darl'Mat                         | Charles de Cortanze Marcel Contet             | Darl'Mat DS                                  | Peugeot 2.0L I4          | 214       |
| 6     | 2.0   | 28 | Adler                                  | Peter Graff Orssich Rudolf Sauerwein          | Adler Super Trumpf Rennlimousine             | Adler 1.7L I4            | 211       |
| 7     | 1.5   | 33 | Adler                                  | Otto Löhr Paul von Guillaume                  | Adler Trumpf Rennlimousine                   | Adler 1.5L I4            | 204       |
| 8     | 1.1   | 46 | Jacques Savoye                         | Jacques Savoye Pierre Savoye                  | Singer Nine Le Mans Replica "Savoye Special" | Singer 1.0L I4           | 174       |
| 9     | 1.1   | 42 | Just-Émile Vernet                      | Albert Debille Guy Lapchin                    | Simca Huit                                   | Fiat 1.1L I4             | 172       |
| 10    | 1.5   | 31 | Ecurie Lapin Blanc                     | Peter Clark Marcus Chambers                   | HRG Le Mans                                  | Singer 1.5L I4           | 170       |
| 11    | 1.1   | 48 | Victor Camerano                        | Victor Camerano R. Robert                     | Simca Huit                                   | Fiat 1.1L I4             | 166       |
| 12    | 1.1   | 49 | Claude Bonneau                         | Claude Bonneau Anne-Cécile Rose-Itier         | MG PA Midget Special                         | MG 1.0L I4               | 165       |
| 13    | 1.1   | 40 | Miss P.M. Fawcett                      | Marjorie Fawcett Geoffrey White               | Morgan 4/4                                   | Coventry Climax 1.1L I4  | 163       |
| 14    | 750   | 51 | Amédée Gordini                         | Maurice Aimé Charles Plantivaux               | Simca Cinq                                   | Fiat 0.6L I4             | 151       |
| 15    | 750   | 52 | Amédée Gordini                         | Albert Leduc Athos Querzola                   | Simca Cinq                                   | Fiat 0.6L I4             | 140       |
| 16 NU | 5.0   | 19 | Raymond Sommer                         | Raymond Sommer Clemente Biondetti             | Alfa Romeo 8C 2900B Touring                  | Alfa Romeo 2.9L Turbo I8 | 219       |
| 17 NU | 5.0   | 8  | Norbert Jean Mahé                      | Donald Mathieson Freddy Clifford              | Talbot T150C                                 | Talbot 4.0L I6           | 159       |
| 18 NU | 5.0   | 7  | Jean Trévoux                           | Jean Trévoux Pierre Levegh                    | Talbot T150C                                 | Talbot 4.0L i6           | 159       |
| 19 NU | 2.0   | 27 | Cmdr. R.P. Hitchens                    | Cmdr. R.P. Hitchens Mortimer Morris-Goodall   | Aston Martin Speed Model                     | Aston Martin 2.0L I4     | 150       |
| 20 NU | 1.1   | 37 | Amédée Gordini                         | Amédée Gordini José Scaron                    | Simca Huit                                   | Fiat 1.1L I4             | 140       |
| 21 NU | 1.5   | 36 | Pierre Ferry                           | Pierre Ferry Francis Noireaux                 | Riley Sprite TT                              | Riley 1.5L I4            | 127       |
| 22 NU | 1.1   | 43 | Amédée Gordini                         | Robert Lévy Adrien Alin                       | Simca                                        | Fiat 1.0L I4             | 124       |
| 23 NU | 1.1   | 38 | Amédée Gordini                         | Jean Viale Jean Breillet                      | Simca Huit                                   | Fiat 1.1L I4             | 111       |
| 24 NU | 3.0   | 23 | Mme Fernande Roux Mme Germaine Rouault | Fernande Roux Germaine Rouault                | Amilcar G36 "Pegase Special"                 | Amilcar 2.5L I4          | 101       |
| 25 NU | 5.0   | 4  | Luigi Chinetti                         | René Carrière René Le Bègue                   | Talbot T150C                                 | Talbot 4.0L I6           | 101       |
| 26 NU | 5.0   | 12 | Georges Monneret                       | Georges Monneret Roger Loyer                  | Delahaye 135CS                               | Delahaye 3.6L I6         | 88        |
| 27 NU | 5.0   | 6  | Luigi Chinetti                         | Louis Rosier Robert Huguet                    | Talbot T150SS Coupé                          | Talbot 4.0L i6           | 81        |
| 28 NU | 1.1   | 47 | Team Autosports                        | John Donald Barnes Tommy Wisdom               | Singer Nine Le Mans Replica                  | Singer 1.0L I4           | 74        |
| 29 NU | 1.1   | 45 | Just-Émile Vernet                      | Gaston Tramar Paul Samuel                     | Simca 1000                                   | Fiat 1.0L I4             | 69        |
| 30 NU | 5.0   | 3  | Luigi Chinetti                         | Philippe Étancelin Luigi Chinetti             | Talbot T26                                   | Talbot 4.5L I6           | 66        |
| 31 NU | 3.0   | 22 | Société R.V.                           | Louis Gérard Jacques de Valence de Minardiere | Delage D6-70                                 | Delage 3.0L I6           | 58        |
| 32 NU | 1.1   | 41 | Just-Émile Vernet                      | Just-Émile Vernet Suzanne Largeot             | Simca Huit                                   | Fiat 1.1L I4             | 55        |
| 33 NU | 5.0   | 21 | Marcel Horvilleur                      | Marcel Horvilleur Yves Matra                  | Alfa Romeo 2300 Monza                        | Alfa Romeo 2.9L Turbo I6 | 53        |
| 34 NU | 5.0   | 11 | Joseph Paul                            | Marcel Mongin Robert Mazaud                   | Delahaye 135CS                               | Delahaye 3.6L I6         | 50        |
| 35 NU | 1.1   | 50 | Miss Dorothy Stanley-Turner            | Elsie Wisdom Arthur Dobson                    | MG PB Midget                                 | MG 0.9L I4               | 48        |
| 36 NU | 1.1   | 39 | Just-Émile Vernet                      | Angelo Molinari Georges Sarret                | Fiat 508S Balilla                            | Fiat 1.0L I4             | 40        |
| 37 NU | 1.5   | 29 | Raoul Forestier                        | Raoul Forestier Roger Charon                  | Riley Sprite TT                              | Riley 1.5L I4            | 30        |
| 38 NU | 5.0   | 1  | Ecurie Bleue                           | René Dreyfus Louis Chiron                     | Delahaye 145                                 | Delahaye 4.5L V12        | 21        |
| 39 NU | 2.0   | 25 | Emile Darl'Mat                         | Jean Pujol Louis Rigal                        | Darl'Mat DS                                  | Peugeot 2.0L I4          | 18        |
| 40 NU | 5.0   | 2  | Ecurie Bleue                           | Franco Comotti Albert Divo                    | Delahaye 145                                 | Delahaye 4.5L V12        | 7         |
| 41 NU | 2.0   | 26 | Emile Darl'Mat                         | Maurice Serre Daniel Porthault                | Darl'Mat DS                                  | Peugeot 2.0L I4          | 6         |
| 42 NU | 1.5   | 35 | Charles Morrison                       | Charles Morrison Neil Watson                  | Atalanta                                     | Atalanta 1.5L I4         | 4         |
| Poz.  | Klasa | Nr | Zespół                                 | Kierowcy                                      | Samochód                                     | Silnik                   | Okrążenia |

| Legenda | Legenda                       |
| ------- | ----------------------------- |
| 4       | Zwycięzcy poszczególnych klas |
| 7       | Najszybsze okrążenie          |
| 31 NU   | Nie ukończyli                 |